# Vättle landsfiskalsdistrikt
Vättle landsfiskalsdistrikt var 1918–1964 ett landsfiskalsdistrikt i Älvsborgs län, bildat när Sveriges indelning i landsfiskalsdistrikt trädde i kraft den 1 januari 1918, enligt beslut den 7 september 1917. Den 1 januari 1965 avskaffades i Sverige samtliga landsfiskaler och landsfiskalsdistrikt, och deras arbetsuppgifter delades upp på de nyskapade indelningarna polisdistrikt, åklagardistrikt och kronofogdedistrikt.
Landsfiskalsdistriktet låg under länsstyrelsen i Älvsborgs län.

## Ingående områden
När Sveriges nya indelning i landsfiskalsdistrikt trädde i kraft den 1 oktober 1941 (enligt kungörelsen den 28 juni 1941) tillfördes kommunerna Hemsjö och Ödenäs från det upplösta Alingsås landsfiskalsdistrikt. När Sveriges nya indelning i landsfiskalsdistrikt trädde i kraft den 1 januari 1952 (enligt kungörelsen 1 juni 1951) ändrades distriktets indelning genom kommunreformen 1952 men omfattningen ändrades inte.

### Från 1918
Vättle härad:
- Angereds landskommun
- Bergums landskommun
- Lerums landskommun
- Skallsjö landskommun
- Stora Lundby landskommun

### Från 1 oktober 1941
Kullings härad:
- Hemsjö landskommun
- Ödenäs landskommun

Vättle härad:
- Angereds landskommun
- Bergums landskommun
- Lerums landskommun
- Skallsjö landskommun
- Stora Lundby landskommun

### Från 1 januari 1952
- Angereds landskommun
- Hemsjö landskommun
- Lerums landskommun
- Skallsjö landskommun
- Stora Lundby landskommun